# Roger de Bussy-Rabutin
Roger de Rabutin, conte de Bussy, detto Roger de Bussy-Rabutin (Epiry, 13 aprile 1618 – Autun, 9 aprile 1693), è stato uno scrittore francese, noto per il suo spirito caustico.

## Biografia
Bussy-Rabutin era il terzo figlio di Léonor de Rabutin, luogotenente generale del Nivernais, e di Diane de Cugnac, ma la morte dei fratelli maggiori fece di lui il capo famiglia. Entrato nell'esercito a sedici anni, fece molte campagne militari fino a raggiungere il grado di luogotenente generale del re.
Disse di se stesso che le sue due ambizioni erano diventare un «uomo onesto» e distinguersi nel mestiere delle armi, ma riuscì più che altro a farsi spedire alla Bastiglia per qualche mese, nel 1641 dal cardinale Richelieu tanto per una sua negligenza commessa nell'esercizio delle sue funzioni quanto per le sue galanterie.
Nel 1643 sposò la cugina Gabrielle de Toulongeon e lasciò per qualche tempo l'esercito. Ereditato il grado di generale dal padre, nel 1645 servì sotto il principe di Condé in Catalogna. Dopo essere rimasto vedovo nel 1646, cercò di rapire Madame de Miramion, una ricca vedova: l'affare fu sistemato con un risarcimento. Il Bussy-Rabutin sposò poi Louise de Rouville.
Già appartenente alla Fronda, un affronto subito dal visconte di Turenne finì per riconvertirlo alla causa reale. Combatté durante la guerra civile e all'estero: con la funzione di maestro di campo, nel 1655 fu agli ordini del Turenne nella campagna delle Fiandre e poi partecipò all'assedio di Mardick nel 1657 e si distinse nella battaglia delle Dune nel 1658, anche se non andava d'accordo col comandante in capo dell'esercito francese. Del resto, la sua vena polemica, la sua vanità e la sua abitudine a comporre canzonette sarcastiche gli alienarono la stima della maggior parte dei potenti personaggi dell'esercito e della corte.
Il grande scandalo causato nel 1659 per aver partecipato a un'orgia a Roissy durante la settimana santa, gli valse la caduta in disgrazia presso il re. Esiliato nelle sue terre, a Bussy-le-Grand, in Borgogna, vi compose una celebre Histoire amoureuse des Gaules descrivendo le avventure delle gran dame di corte, per il divertimento della sua favorita, la marchesa de Montglas. Piena di spirito ma soprattutto di licenziosità, quest'opera circolò manoscritta, suscitando anche diversi seguiti apocrifi. E una sorta di cronaca scandalosa dove si descrivono, con spirito maligno, i costumi galanti della corte durante la giovinezza del re, tanto da meritare all'autore il soprannome di Petronio francese.
Essendo stato accusato di aver compromesso la reputazione della regina, Bussy-Rabutin mandò a Luigi XIV una copia dell'opera allo scopo di smentire le accuse; ciò nonostante, egli fu rinchiuso nella Bastiglia il 17 aprile 1665 e privato così della possibilità di essere ricevuto all'Académie française dove era stato eletto da poco al posto di Nicolas Perrot d'Ablancourt.
Liberato dopo poco più di un anno, fu nuovamente esiliato nelle sue terre, dove visse per diciassette anni. Bussy-Rabutin risentì molto di questo disonore e dell'assere stato escluso dall'esercito. Poté tornare a Parigi solo nel 1682, e fu ricevuto finalmente all'Académie dove sostenne il partito dei Moderni nella nota querelle letteraria fra Antichi e Moderni. Ricevuto freddamente a corte, preferì in breve ritornare nel suo castello in Borgogna, che abbellì di molte decorazioni pittoriche.
I passaggi più interessanti della sua Histoire amoureuse des Gaules sono adattati dal Satyricon di Petronio e, a parte qualche ritratto, il suo interesse risiede essenzialmente nel carattere scandaloso delle cronache.
Animate, piene di carattere, le sue Mémoires, pubblicate postume, hanno al contrario il fascino di un romanzo d'avventure. La sua voluminosa corrispondenza è parimenti varia e ricca d'interesse, a parte quella tenuta con la cugina Madame de Sévigné che fu offesa del ritratto che egli le aveva fatto nell'Histoire di «giovane e bella vedova».
Bussy-Rabutin fu autore anche di una Généalogie de la famille Rabutin edita solo nel 1867, mentre le sue Considérations sur la guerre furono pubblicate a Dresda nel 1746. Per i ragazzi scrisse anche una serie di biografie a scopo di edificazione morale. Suo figlio divenne vescovo di Luçon e dovette avere il dono di piacere, se si meritò il soprannome di Dieu de la bonne compagnie.

## Opere
- Histoire amoureuse des Gaules (1666), suivie des Romans historico-satiriques du XVII siècle, Paris 1856 Tomo 1, Tomo II, Tomo III, Tomo IV, Tomo V
- Carte géographique de la cour et autres galanteries, Colonia 1668,  Testo
- Mémoires, Paris 1696 Testo, tomo I[collegamento interrotto], tomo II[collegamento interrotto], tomo III[collegamento interrotto]
- Lettres de messire Roger de Rabutin, comte de Bussy, Paris 1720, Testo, tomo I[collegamento interrotto], tomo II[collegamento interrotto], tomo III[collegamento interrotto]
- Discours à sa famille, Précy-sous-Thill ISBN 2844790151